# Pseudobradya acuta
Pseudobradya acuta är en kräftdjursart som beskrevs av Georg Ossian Sars 1904. Pseudobradya acuta ingår i släktet Pseudobradya och familjen Ectinosomatidae. Arten är reproducerande i Sverige. Inga underarter finns listade i Catalogue of Life.